# Журавлёва, Татьяна Николаевна
 Татьяна Николаевна Журавлёва  (6 апреля 1916, Петроград — 4 января 2005, Санкт-Петербург) — советская и российская актриса театра, кино и эстрады, театральный педагог.

## Биография
Татьяна Николаевна Журавлёва родилась 6 апреля 1916 года. Отец — крупный инженер, работал на Адмиралтейском судостроительном заводе. Мать — домохозяйка, окончившая Бестужевские курсы. Детство провела с родителями в Нижнем Новгороде, обучалась игре на скрипке, виолончели и фортепиано. Свободно владела французским языком, читала и переводила с немецкого и английского языков. Вернувшись в Ленинград, окончила среднюю школу и ещё год училась на Высших английских курсах при Герценовском институте.
В 1933 году поступила в ленинградский Техникум сценических искусств, ныне Российский государственный институт сценических искусств, но, проучившись год, ушла и поступила заново, чтобы попасть на курс Бориса Сушкевича, руководителя Александринского театра. Как и все студенты, участвовала в спектаклях театра, в том числе в «Маскараде» Вс. Мейерхольда. Окончив учёбу в 1938 году, поступила в Большой драматический театр. Исполнила роль Сони в спектакле «Дачники» по пьесе М. Горького.
В 1940 году перешла в Государственный театр имени Ленсовета под руководством С. Э. Радлова. Играла Мейбел в «Идеальном муже» О. Уайльда, небольшие роли в «Адмирале Нахимове» И. Луговского и «Даме с камелиями» А. Дюма (сына).

### Война и Блокада Ленинграда
После эвакуации театра в марте 1942 года в Пятигорск осталась с семьёй в осаждённом городе и поступила на работу в Ленинградскую Государственную филармонию артисткой речевого жанра. 
В августе 1942 года при исполнение симфонии № 7 Шостаковича в блокадном Ленинграде отвечала за организацию прямой трансляцией исполнения по радио и громкоговорителям города.
Осенью 1942 года с ансамблем Леонида Утёсова эвакуировалась в Новосибирск, ездила с концертной бригадой по городам Сибири. Выступала в литературно-музыкальной композиции «Ленинград в борьбе». 
В августе 1944 года вернулась в Ленинград, продолжила работу в концертном отделе Филармонии. Написала инсценировку по роману А. Толстого «Хождение по мукам», в которой сыграла Дашу, Ю. Толубеев — Телегина,
В. Эренберг — Рощина.

### После войны
С 1951 по 1954 год Журавлёва работала в Ленинградском Государственном театре им. Ленинского комсомола, затем в течение года в киевском Русском драматическом театре имени Леси Украинки. С 1956 по 1960 год — актриса Ленинградского Академического театра драмы имени А. С. Пушкина. В 1961—1963 годах преподавала режиссуру и актёрское мастерство на кафедре театрального искусства Высшей профсоюзной школы (Ленинград). С 1963 по 1974 год работала актрисой речевого жанра Ленконцерта. В 1975 году гастролировала в составе концертной бригады по городам СССР (Красноярск, Братск, Чита, Благовещенск, Хабаровск, Комсомольск-на-Амуре, Южно-Сахалинск, Владивосток, Петропавловск-Камчатский и др.).
Вернувшись с гастролей в 1976 году, начинает работать в Театре на Таганке на добровольной основе без оплаты — вначале помощником режиссёра Юрия Любимова, затем участвует в спектаклях («Турандот, или Конгресс обелителей» по Б. Брехту, «Дом на набережной» по Ю. Трифонову, «Борис Годунов» по А. Пушкину).
С 1987 года работала помощником режиссёра в Театре-студии под руководством Владимира Малыщицкого. С 1990 по 1999 год актриса ленинградского театра «Юпитер» под руководством В. Малыщицкого.
В кино Журавлева дебютировала в 1986 году в возрасте 70-ти лет в роли Премировой-старшей в фильме «Жизнь Клима Самгина».
Скончалась 4 января 2005 года в Санкт-Петербурге. Похоронена на Смоленском православном кладбище.

## Мемуары
Через полгода после кончины Т.Н. Журавлёвой вышла из печати книга её воспоминаний «От двадцатых до двухтысячных».
- Татьяна Журавлёва — От двадцатых до двухтысячных: воспоминания. — Инапресс, 2004—347 с.
- Татьяна Журавлёва — Из воспоминаний актрисы // Журнал «Звезда», № 7, 2004

## Награды
- Медаль «За доблестный труд в Великой Отечественной войне 1941-1945 гг.»
- Медаль «За оборону Ленинграда»
- Медаль «В память 300-летия Санкт-Петербурга»

## Фильмография
В кино дебютировала в 1986 году в возрасте 70-ти лет:
- 1986-1988 — Жизнь Клима Самгина —  Премирова-старшая
- 1986 — Таинственный узник —  эпизод
- 1987 — Единожды солгав... — Надежда Николаевна Куделькина, художница
- 1988 — Будни и праздники Серафимы Глюкиной —  тетя Зоя, вахтёрша
- 1988 — Эсперанса —  Седова, жена Троцкого
- 1991 — Дом на песке —  эпизод
- 1992 — Чекист —  эпизод
- 1993 — Русская невеста —  Клавдия Мироновна, бабушка Юлии
- 1995 — Время печали ещё не пришло —  Шепотуха
- 1997 — История про Ричарда, Милорда и прекрасную Жар-птицу —  грабительница с наганом
- 1998 — Прощай, Павел —  эпизод
- 1998 — Я первый тебя увидел —  школьная нянечка
- 2001 — Сидеть в шкафу —  бабушка
- 2002 — Агентство «Золотая пуля». Дело о пропавших старухах —  прабабушка Кати
- 2001 — Убойная сила-2. Фильм № 5. Практическая магия —  баба Нюра
- 2002 — Время любить —  эпизод
- 2002 — Не делайте бисквиты в плохом настроении —  эпизод
- 2002 — Юрики —  эпизод
- 2003 — Идиот —  мать Рогожина
- 2003 — Самородок —  старушка
- 2003 — Улицы разбитых фонарей-5 —  эпизод
- 2004 — Бункер —  Alte Frau (старая женщина)
- 2004 — Улицы разбитых фонарей-6. Августовский щипач —  Щипач, трамвайная воровка